# Roman Pungartnik

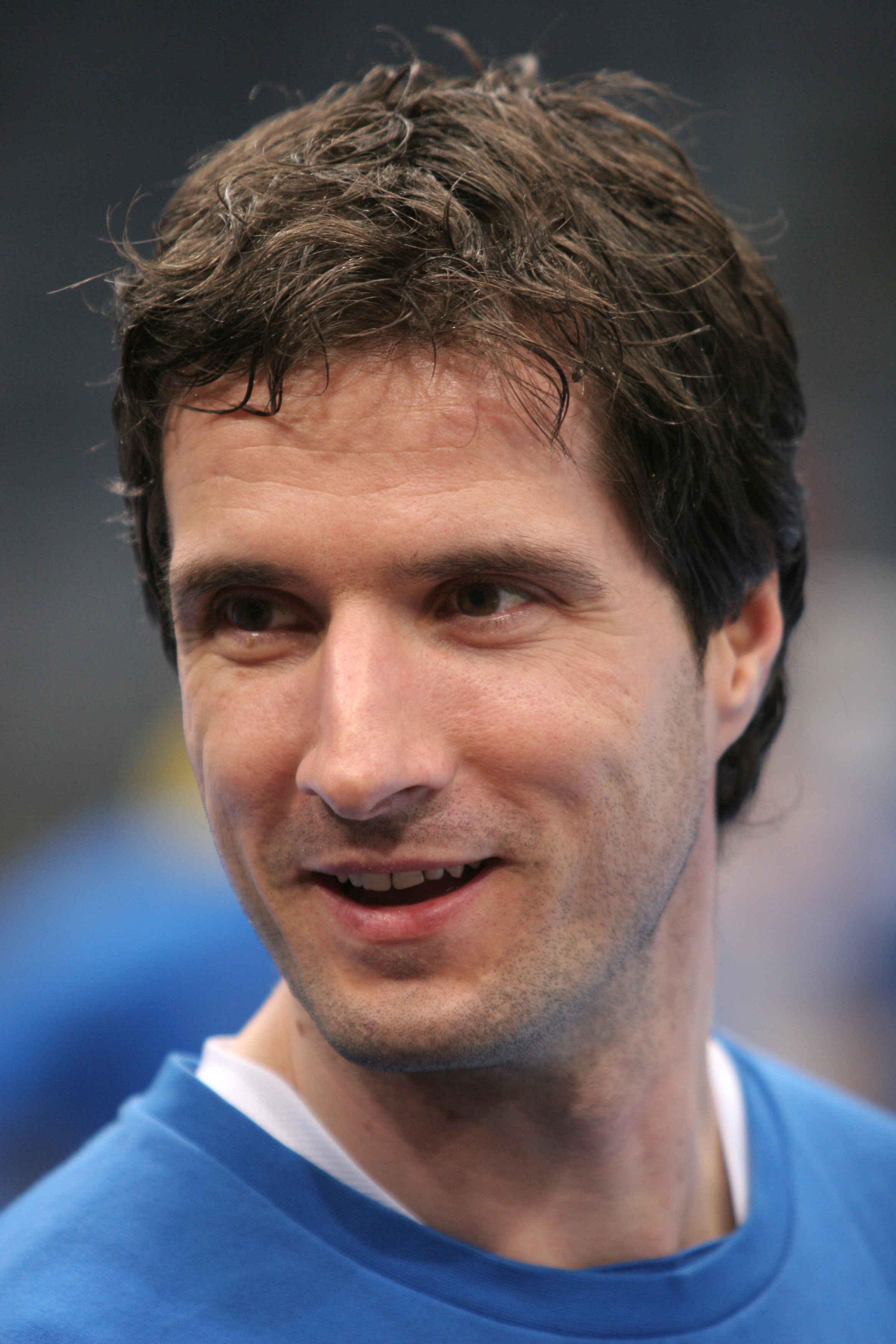
Roman Pungartnik, 2008.

Roman Pungartnik, född 16 maj 1971 i Celje, är en slovensk för detta handbollsspelare (högersexa). Han spelade 171 landskamper och gjorde 679 mål för Sloveniens landslag, med EM-silvret 2004 på hemmaplan som största merit.

## Klubbar
- RK Celje (–2002)
- Wilhelmshavener HV (2002–2003)
- THW Kiel (2003–2005)
- HSV Hamburg (2005–2007)
- VfL Gummersbach (2007–2008)
- Kadetten Schaffhausen (2008–2009)
- TuS Nettelstedt-Lübbecke (2010)

## Meriter
- EHF-cupmästare 2004 med THW Kiel
- Cupvinnarcupmästare 2007 med HSV Hamburg
- Tysk mästare 2005 med THW Kiel
- Slovensk mästare och cupmästare tio gånger: 1992, 1993, 1994, 1995, 1996, 1997, 1998, 1999, 2000 och 2001 med RK Celje
- Tysk cupmästare 2006 med HSV Hamburg
- EM-silver 2004 med Sloveniens landslag